# Kalbssteak Adlon
Kalbssteak Adlon ist ein Gericht, das in der Blütezeit des Hotel Adlon zwischen 1907 und dem Ende des Zweiten Weltkriegs in der dortigen Küche kreiert wurde.
Zur Zubereitung wird ein Kalbssteak gebraten und anschließend mit Rührei sowie Scheiben von in Butter gebratenen Kalbsnieren bedeckt. Dazu werden eine leichte Madeirasauce und Strohkartoffeln serviert.

## Quelle
- Herings Lexikon der Küche. Fachbuchverlag Pfannenberg, Haan-Gruiten, 23. Auflage 2001, ISBN 3-8057-0470-4
- Erhard Gorys: Das neue Küchenlexikon. dtv, München 1994–2002, ISBN 3-423-36245-6